# Bedřich Doležal
Bedřich Doležal fue un deportista checoslovaco que compitió en tiro con arco, en la modalidad de arco recurvo. Ganó una medalla de oro en el Campeonato Mundial de Tiro con Arco al Aire Libre de 1938, en la prueba por equipo.

## Palmarés internacional
| Campeonato Mundial al Aire Libre | Campeonato Mundial al Aire Libre | Campeonato Mundial al Aire Libre | Campeonato Mundial al Aire Libre |
| Año                              | Lugar                            | Medalla                          | Prueba                           |
| -------------------------------- | -------------------------------- | -------------------------------- | -------------------------------- |
| 1938                             | Londres (Reino Unido)            | Medalla de oro                   | Equipo                           |